# Aristide von Bienefeldt
Aristide von Bienefeldt est un écrivain néerlandais né le 24 octobre 1964 et mort le 15 janvier 2016.

## Biographie
Il commença sa carrière en 2002 avec Confessions d'un fils aîné, édité par les éditions Meulenhoff (Amsterdam). Ce roman, qui peut être apparenté à une vision moderne de Dans la dèche à Paris et à Londres de George Orwell ou d'une version gaie de  La Vie sexuelle de Catherine M. de Catherine Millet, a été très largement commenté dans la presse littéraire néerlandaise et flamande - pour toutes sortes de raisons, mais semble-t-il que les scènes érotiques explicites en soient une des principales.

Aristide von Bienefeldt organisait dans le Paris des années 1980 des soirées masquées sur des thèmes comme le sado-masochisme ou les travestis, lesquelles attiraient plus de monde que celles portant sur des thèmes comme la haute couture ou déguisez-vous en votre auteur favori. Aujourd'hui il vit de ses rêves et il correspond avec des actrices âgées de films de série B. Aristide von Bienefeldt vit entre Paris et Londres. Confessions d'un fils aîné est son premier roman. Un jeune homme bien élevé, son second roman, a été publié en 2003, L'anniversaire de Walter, en 2007. Roman publié en 2010 : La sœur qui n'était pas Anna Magnani.

## Œuvres
Confessions d'un fils aîné se situe au tournant du dernier millénaire et retrace l’histoire d'un jeune homme vivant en marge de la société, victime d’un appétit sexuel quasiment illimité. Il balance entre la vie et la mort tout en crachant sur la morale des petits-bourgeois. Il lutte également contre les suites d'une dépression nerveuse, qui paralyse son esprit de façon diabolique. Ce jeune homme, nommé Aristide, est à la fois le descendant d'une lignée d’aristocrates et d’une famille de fermiers néerlandais. Ses nobles ancêtres dilapidèrent en moins d'un demi-siècle une fortune d'origine pour le moins suspecte, alors que l’ascendance paysanne tentait par son dur labeur et par ses copulations bénies de la main même de Dieu, d’obtenir leur place au paradis. Afin de profiter au maximum de la vie, Aristide en examine chaque seconde sous différents angles.  